# Eueana
Eueana is een geslacht van vlinders van de familie spanners (Geometridae), uit de onderfamilie Geometrinae.

## Soorten
- E. eucrines Prout, 1916
- E. niveociliaria Herrich-Schäffer, 1870
- E. simplaria Herbulot, 1986